# سورینام
سورینام (به هلندی: Suriname) با نام رسمی جمهوری سورینام (به هلندی: Republik Suriname) کشوری در شمال آمریکای جنوبی است. پایتخت آن پاراماریبو است. جمعیت سورینام ۵۹۰٬۰۰۰ و مساحت آن ۱۶۳٬۸۲۱ کلیومتر مربع است. سورینام از سوی شرق با گویان فرانسه و از سوی غرب با گویان و از جنوب با برزیل هم‌مرز است. سورینام در منطقه کارائیب قرار دارد و شمال آن اقیانوس اطلس قرار دارد. زبان رسمی آن هلندی و پول رایج آن دلار سورینام است. سورینام همچنین بیشترین جمعیت مسلمان به لحاظ درصدی در ‌قاره آمریکای جنوبی را با ۱۳٫۵ درصد دارد.

## نام
نام این کشور در فرهنگ‌های لغت اروپایی به صورت سِرانان تونگو سرانان هم آمده. سورینام در گذشته از مستعمرات امپراتوری هلند بود و به نام گویان هلند معروف بود.

## تاریخ
بومیان آمریکایی از قبیله‌های آراواک و کاریب اولین کسانی بودند که سه هزار سال قبل از میلاد در سورینام سکنی گزیدند. در قرن هفدهم میلادی، استعمارگران انگلیسی و هلندی تلاش‌های زیادی برای مستعمره کردن سورینام انجام دادند که سرانجام هلند، کنترل پایدار را بدست آورد. هلند و در نتیجه سورینام، سیستم کارگر برده‌ای داشتند که اکثر این برده‌ها از نژاد آفریقایی بودند. با این برده‌ها بدرفتاری زیادی می‌شد که باعث شد برده‌های زیادی به جنگل فرار کنند. این مارون‌ها (که «ژوکاس» یا «باکابوسی ننگر» نیز نامیده می‌شدند) اغلب برمی‌گشتند و به مزارع حمله می‌کردند. نظام کارگری – برده‌ای در سال ۱۸۶۳ برانداخته شد تا هلند، آخرین کشور اروپایی باشد که اینکار را انجام داده‌است. هرچند، برده‌ها تا سال ۱۸۷۳ آزاد نشده بودند. پس از آن، کارگران از کشور هند شرقی هلند (اندونزی) برای کار به این کشور می‌آمدند. در سال ۱۹۵۴ سورینام صاحب دولت شد، هرچند امور دفاعی و روابط خارجی در کنترل هلند بود. در سال ۱۹۷۳ دولت محلی به رهبری NPK (حزبی از نژادهای مختلف) شروع به مذاکره با دولت هلند دربارهٔ استقلال کرد و در تاریخ ۲۵ نوامبر ۱۹۷۵ به استقلال رسید. اولین رئیس‌جمهور این کشور ژوهان فریر بود و نخست‌وزیر او هنک آرون (رهبر حزب ملی سورینام) بود. تقریباً یک سوم از جمعیت به علت ترس از عدم توانایی کشور جدید در ادارهٔ امور، به هلند مهاجرت کردند. تعدادی کودتای نظامی در سال ۱۹۸۰ باعث کدورت روابط بین هلند و سورینام شد، ولی انتخابات برگزار شد و قانون اساسی جدید در سال ۱۹۸۷ نوشته شد. کودتایی در سال ۱۹۹۰ مجدداً نظم را به هم زد ولی انتخابات در سال ۱۹۹۱ دوباره برگزار شد. با روی کار آمدن دموکراسی، هلند نیز کمک‌های خود را از سرگرفت. از سال ۱۹۹۰، ائتلاف چهار حزبهٔ نیوفرانت به رهبری رونالد وشیان دولت را در اختیار داشته‌اند. در سال‌های اخیر، توسعهٔ اقتصادی یکی از اصلی‌ترین مسائل دولت سورینام بوده‌است.

## جغرافیا

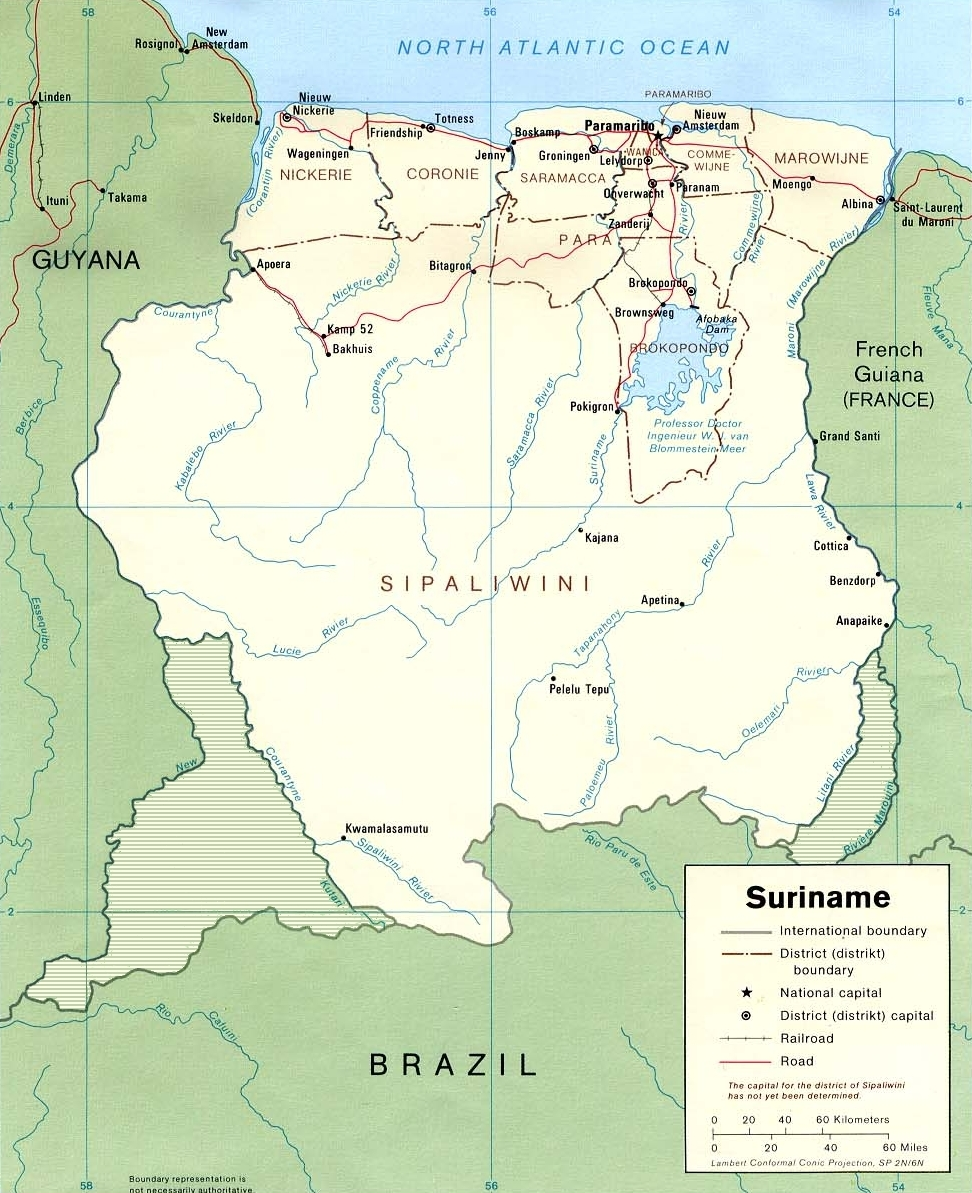
نقشه سورینام

سورینام کوچک‌ترین کشور مستقل آمریکای جنوبی است. سورینام از نظر جمعیت و مساحت کوچک‌ترین کشور آمریکای جنوبی است. با قرار گرفتن بر روی لایهٔ جغرافیایی گویان، این کشور به دو قسمت اصلی جغرافیایی تقسیم شده‌است. قسمت شمالی، زمین‌های پست ساحلی است (تقریباً بالای خط آلبینا – پارانام –واگنینگن) که در آن‌ها کشاورزی می‌شود و اکثر جمعیت در این قسمت زندگی می‌کنند. قسمت جنوبی از جنگلهای بارانی استوایی تشکیل شده که به‌طور پراکنده و در امتداد مرز برزیل، ساواناها در آن زندگی می‌کنند که حدود % ۸۰ سطح زمین‌های سورینام را پوشش داده‌است.
دو رشته کوه اصلی در سورینام وجود دارد: کوه‌های باکهویس و کوه‌های وان آچ وان ویک قلهٔ ژولیانا بلندترین کوه در کشور با ارتفاع ۱۲۸۶ متر از سطح دریاست. دیگر کوه‌ها عبارتند از کوه تافلبرگ (۱۰۲۶ متر)، کوه کاسیکاسیم (۷۱۸ متر)، گولیاتبرگ (۳۵۸ متر) و فولتزبرگ (۲۴۰ متر).
بخاطر قرار گرفتن در امتداد خط استوا، سورینام آب و هوای معتدل دارد و درجهٔ هوا در طول سال تغییر چندانی نمی‌کند. هر سال دو فصل بارش، یکی از دسامبر تا اوایل فوریه و دیگری از اواخر آوریل تا اواسط اوت دارد.
در شمال شرقی کشور، دریاچهٔ وان بلومشتین میر، یکی از بزرگ‌ترین دریاچه‌های جهان قرار دارد. این دریاچه با احداث سد آفوباکا (پروژهٔ بروکوپوندو) به وجود آمد، با احداث این سد، نیروی هیدروالکتریک مورد نیاز صنایع بوکسیت (که حدود % ۷۵ خروجی برق را مصرف می‌کند) و مصرف داخل کشور، تأمین می‌شود.
در ناحیهٔ بالا دستی رودخانهٔ کوپنام در حوزهٔ آب بخشان، سازمان ذخیرهٔ ملی مرکزی سورینام که یک سایت میراث جهانی یونسکو است، و تغییرات انواع اکوسیستم را در مناطق جنگل بارانی بررسی می‌کند. پارک‌های ملی زیادی در کشور وجود دارند: پارک ملی گالیبی، پارک ملی کوپنام و ویاویا در کنارهٔ ساحلی، برونسبرگ، رالی والن/ فولتزبرگ تافلبرگ و ایلرتس دی هان در مرکز و سیپالیوانی در مرز برزیل، روی‌هم‌رفته، % ۱۲ مساحت کشور را پارک‌ها و دریاچه‌ها تشکیل می‌دهند.

## تقسیمات کشوری
سورینام به ۱۰ استان تقسیم شده‌است:
| 1. استان بروکوپوندو Brokopondo 2. استان کوموینه Commewijne 3. استان کورونی Coronie 4. استان مارووینه Marowijne 5. استان نیکری Nickerie 6. استان پارا Para 7. استان پاراماریبو Paramaribo 8. استان ساراماکا Saramacca 9. استان سیپالیوینی Sipaliwini 10. استان وانیکا Wanica |

## مردم

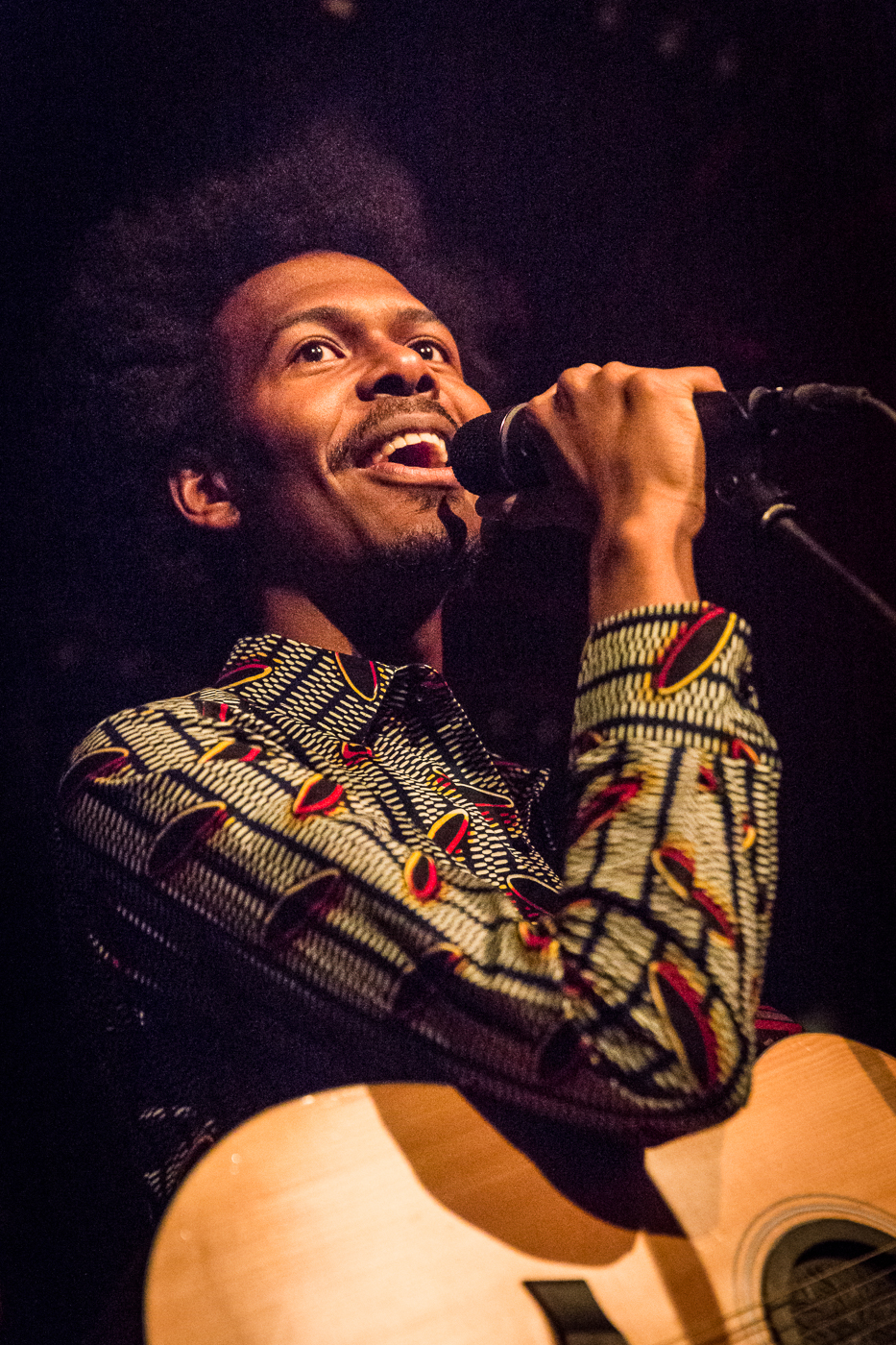
ژانخو مکروی موسیقی‌دان، خواننده و آهنگساز اهل سورینام

۴۱ درصد مردم سورینام مسیحی، ۴۰ درصد پیرو مذهب هندو و ۱۳٫۵ درصد مسلمان هستند.

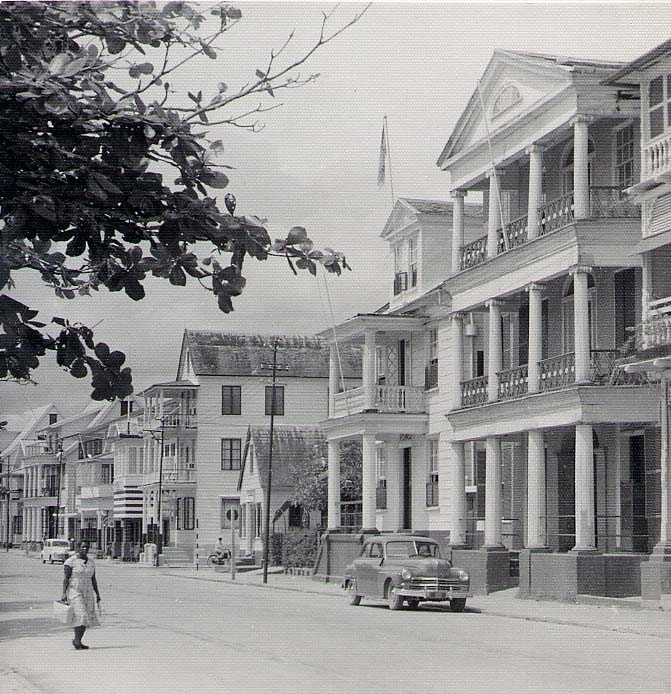
خانه‌های لب آب در پاراماریبو، سال ۱۹۵۵.

جمعیت ۵۸۷ هزار نفریسورینام از نژادهای مختلفی تشکیل شده‌است. نژاد هندی شرقی (که در زبان محلی هیندوستان نام دارند) % ۳۷ جمعیت را تشکیل می‌دهند. این افراد، نوادگان مهاجرینی اند که درقرن ۱۹ از هند به سورینام آمدند. این افراد اهل استان بیهار در هندوستان شرقی اوتار پرادش در شمال هند و در امتداد مرز نپال می‌باشند، نژاد کریاویو، که ترکیب نژادهای سیاه و سفید است، % ۳۱ جمعیت و نژاد ژاوانسه (نوادگان نژاد هندی هلندی شرقی) % ۱۵ جمعیت را تشکیل می‌دهند که مارون‌ها (نوادگان برده‌های فراری آفریقایی) % ۱۰ جمعیت را تشکیل می‌دهند و به پنج گروه اصلی تقسیم شده‌اند: آئوسان‌ها، کونیتی، ماتاوی، پاراماسان‌ها و ساراماسان‌ها.
مردمان بومی آمریکایی تنها % ۳ جمعیت (در برخی منابع % ۱) را تشکیل می‌دهد و شامل گروه‌های اصلی آکریرو، آرواک، کاریب/ کالینا، تریو و وایانا می‌باشد. بقیهٔ جمعیت را چینی‌ها، اروپایی‌ها و برزیلی‌هایی که برای کار به سورینام آمده‌اند، تشکیل می‌دهد. تعداد کمی یهودی در حدود ۲۰۰ نفر که از نوادگان سفاردی‌ها هستند، نیز در این کشور زندگی می‌کنند. این افراد اغلب در پاراماریبو زندگی می‌کنند و کنگرهٔ بین‌المللی یهودیان نیازهای آن را ازسال ۱۹۸۰ برآورده می‌سازد. در گذشته ناحیه‌ای خودگردان در سورینام به نام «جودنساوانه» وجود داشت که در اواسط قرن ۱۷ بزرگ‌ترین جامعهٔ یهودی در نیمکرهٔ غربی بود.
بعلت وجود نژادهای مختلف در کشور دین واحدی وجود ندارد. دین اغلب هندی‌ها هندو است ولی برخی به دین اسلام و مسیحیت روی آورده‌اند. مسیحیت در هر دو شاخهٔ کاتولیک و پروتستان در بین مردم کریاویو و مارون رایج است.
هلندی زبان رسمی مردم سورینام است. مردم سورینام به زبان محلی نیز صحبت می‌کنند: سراناتونگو (که به سورینامز نیز معروف است). این زبان مخلوطی از انگلیسی با کلمات وارد شده از هلندی، اسپانیایی، پرتغالی، زبان‌های آفریقای شرقی و زبان‌های محلی است. همچنین زبان‌های اصیل کاریب و آراواکی نیز وجود دارند که مردم نژاد آمر ایندین سورینام، مارون‌ها، آئوسان و ساراماسان به این زبان‌ها صحبت می‌کنند. دومین زبان اصلی مردم، سارنامی هندی است که شکلی از بیهاری و لهجه‌ای از زبان مدرن هندی می‌باشد. علاوه بر این، زبان‌های انگلیسی و اسپانیای، استفادهٔ گسترده‌ای، به خصوص در مغازه‌ها و اماکن توریستی و تفریحی، دارند.
بخش عمده‌ای از مردم (حدود % ۹۰) در پاراماریبو یا در ساحل زندگی می‌کنند. تعداد زیادی از مردم سورینام نیز در هلند زندگی می‌کنند. در سال ۲۰۰۴، ۳۲۱٬۰۰۰ نفر از اهالی سورینام در هلند زندگی می‌کردند که حدود % ۲ جمعیت هلند را تشکیل می‌دهند. (در مقایسه با ۴۴۹٬۰۰۰ در سورینام)

## فرهنگ
زبان رسمی کشور سورینام هلندی است. ترکیبی از زبان‌های هند غربی و هلندی در مناطق مختلف آن بکار می‌رود.
به خاطر ترکیب جوامع مختلف، فرهنگ سورینام بسیار متنوع است.
- هندو گرایی در آمریکای جنوبی
- هندوگرایی در سورینام
- اسلام در سورینام
- موسیقی سورینام

## اقتصاد

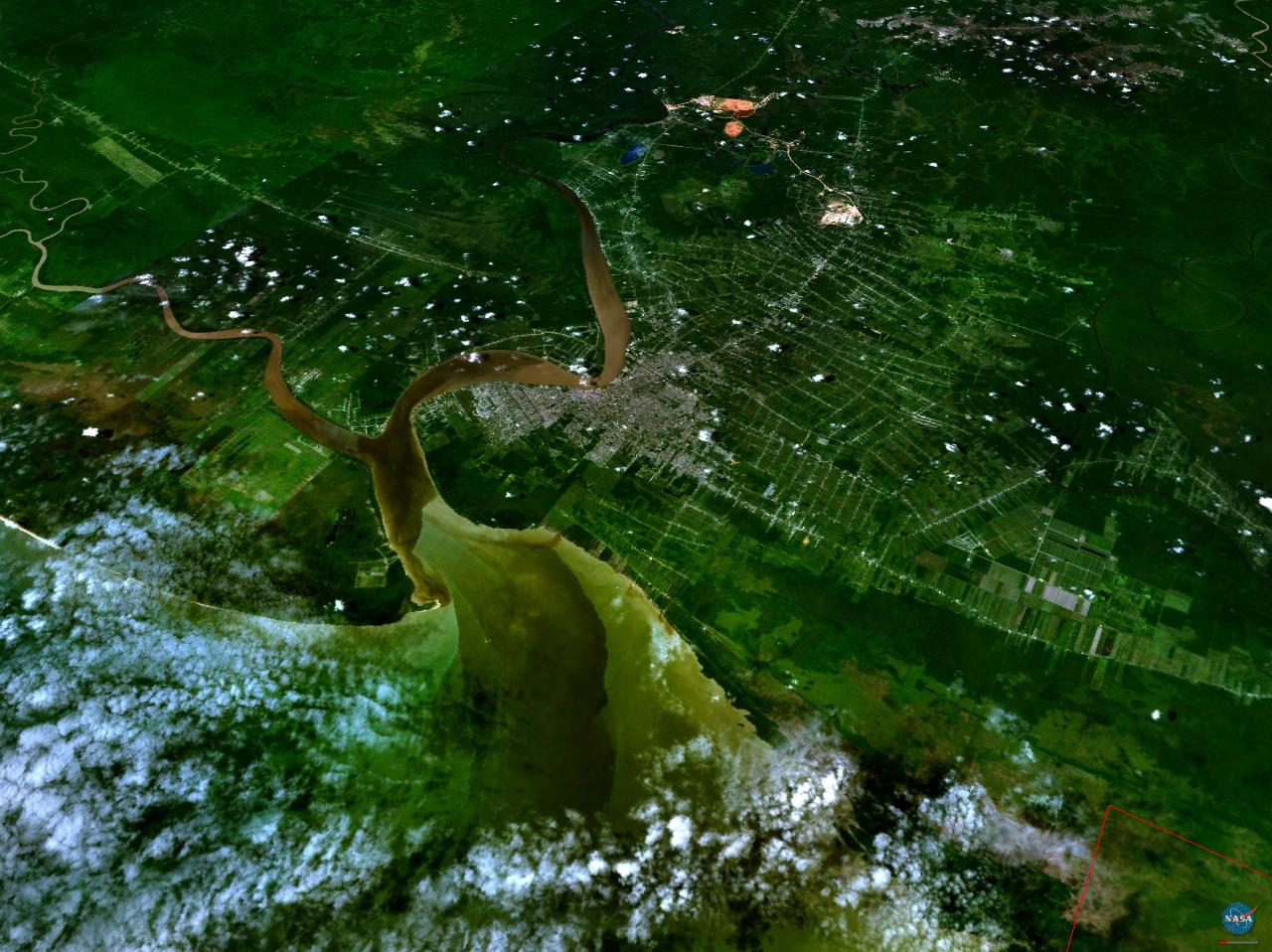
رودخانه سورینام، نزدیک شهر پاراماریبو

اقتصاد سورینام تحت تأثیر صنایع بوکسیت قرار دارد که بیش از % ۱۵ تولید ناخالص داخلی % ۷۰ درآمد صادرات را تأمین می‌کند. سایر اقلام صادراتی شامل شکر و قند می‌شود و نیز سورینام دارای مخازن نفت و طلا است. حدود یک چهارم مردم در بخش کشاورزی کار می‌کنند. اقتصاد سورینام وابستگی زیادی به کشورهای دیگر دارد و عمدتاً با هلند، ایالات متحده و سایر کشورهای حوزهٔ کاراییب تجارت می‌کند.
دولت ویدنبوش پس از در دست گرفتن قدرت در پاییز ۱۹۹۶، تمام برنامه‌های ساختاری دولت قبلی را به بهانهٔ منصفانه نبودن برای مردم فقیر جامعه، متوقف کرد. درآمدهای مالیاتی مانند گذشته قطع شد و دولت منابع درآمد جدیدی را جایگزین مالیات کرد. در سال ۱۹۹۷ تخصیص سرمایه به توسعهٔ سازمان‌های هلندی کاهش یافت و روابط دو کشور رو به زوال گذاشت. رشد اقتصادی در سال ۱۹۹۸ با تنزل بخش معدن، ساخت و ساز و خدمات عمومی، کاهش پیدا کرد.
هزینه‌های رایج دولتی، پایین بودن مالیات، خدمات شهری ضعیف و کاهش کمک‌های خارجی در سال ۱۹۹۹ منجر به مشکلات مالی و کاهش تولید ناخالص داخلی به % ۱۱ شد. دولت تصمیم گرفت تا این کمبودهای مالی را با چاپ اسکناس جبران کند که منجر به افزایش فوق العادهٔ تورم و کاهش نرخ تبادل ارز گردید.

## اطلاعات جانبی

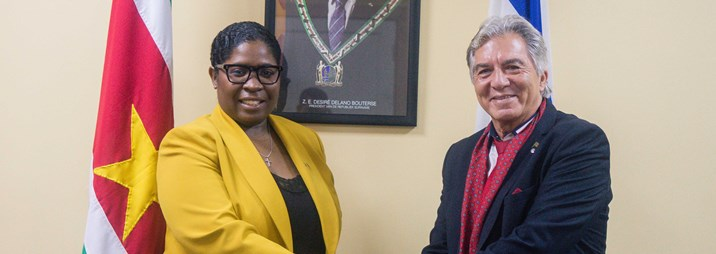
تاسیس کنسولگری افتخاری در اسرائیل توسط وزیر امورخارجه سورینام، ژوئن ۲۰۱۹

- در سال ۱۹۶۲ فیلم «جادهٔ مارپیچ» به کارگرانی رابرت مولیگان و با درخشش راک هادسن در سورینام ساخته شد (سپس در گویانای هلند)
- فصل ۱۹ شاهکار ولتر، «کاندید» در سورینام نوشته شده‌است.
- برخی از فوتبالیست‌های بزرگ هلند مثل فرانک ریکارد، رود گولیت، پاتریک کلایورت، کلارنس سیدورف، آرون وینتر و ادگار داویدس از نژاد سورینامی هستند. داویدس در یادداشت‌های خود دربارهٔ تعصبش به نژاد سورینامی و علاقه به برگزاری مسابقات فوتبال در این کشور، نوشته‌است.

یک سرباز اروپایی بنام کارل پنتا مأموریت موفقیت‌آمیزی را برای تضعیف رژیم ارتشی که به رهبری دسی بوترز، حکومت دیکتاتوری را در سورینام هدایت می‌کرد، طراحی و هدایت کرد.
- آنتونی نستی تنها کسی است که برای سورینام در بازی‌های المپیک مدال کسب کرده‌است (در رشتهٔ شنا). جالب است که او اهل ترینیداد است نه سورینام، و اکنون نیز در میامی، فلوریدا، USA زندگی می‌کند.
- در فیلم "سکوت بره هاً به نام سورینام به عنوان مبدأ پروانه‌ها اشاره شده‌است.
- در سریال تلویزیونی «حلقهٔ E» نمایش داده شده‌است.
- سریال کره ایی نارکوی مقدس (ساخت ۲۰۲۲) در این کشور فیملبرداری شده

## فوتبالیست‌های سورینام
سورینام، محل تولد بسیاری از فوتبالیست‌های معروف بوده‌است که ملیت هلندی گرفته ند و در تیم ملی فوتبال هلند بازی کرده‌اند. فهرست اسامی این بازیکنان در زیر آورده شده‌است.
| ردیف |                 |                  |                  |                     |                    |                   |
| ---- | --------------- | ---------------- | ---------------- | ------------------- | ------------------ | ----------------- |
|      | اندرو واسیمان   | اندوله اسلوری    | آنتونی کوریا     | آنتون وریسد         | آرموند مک اندرو    | آرون وینتر        |
|      | بینتو کمبل      | بوی واترمن       | برایان پیناس     | برایان توردن        | برایان روی         | کارلوس هاسلبینک   |
|      | سرزو فانگ آوینگ | چدریک سیدورف     | کلارنس سیدورف    | کلاید وینهارد       | دارل دو گلاس       | دین کوره          |
|      | دلانو هیل       | دیگو بیسسوار     | دیون اسایاس      | دوستلی مولدر        | وایت تیندالی       | ادگار داویدز      |
|      | ادسون براف هید  | الری کایرو       | ارول رفوس        | اتین اسایاس         | اتین سئو – آ- تیون | فابین دی فریتاس   |
|      | فابین وین لیس   | فردی ویرکلاو     | فرناندو درولد    | فرنه اسنویل         | فرانک ریکارد       | گاستون تائومنت    |
|      | ژئوفری وروی     | جرارد واننبورگ   | جیانی زویورلو    | ژینو کوتینهو        | گلن هلدر           | گرگوری پلی فیر    |
|      | گاس اوهلن بیک   | هاروی اسایاس     | هاروی وینگارد    | هنک فریزر           | هنک تن کات         | هنی میر           |
|      | هامفری مینالس   | هامفری روژه      | ایوان ردان       | ژرماین هولوین       | ژرماین ساندولیت    | ژرل پرومز         |
|      | ژرل ولفگانگ     | ژری دی یونگ      | ژری سیمونز       | جیمی فلوید هاسلبینک | جان ولدمن          | یورگن کولین       |
|      | کنت مونکو       | کنت ورمیر        | کوین بابسون      | کیو جالینس          | کیدان بکان         | کورت السئوت       |
|      | لئو کوسوال      | لورنزو داویدز    | لورنزو ووتر      | لوسیانو وان کالن    | مارتین آتمودی کورد | مایکل رن فورم     |
|      | مارسیانو وینک   | ماریانو کاریلهو  | مارینو پرومز     | ماریو ملچویت        | مارک دی وریس       | ماروین برونسویک   |
|      | ماروین امنز     | ملوین برونسویک   | ملوین فلور       | ملوین هولوین        | ملوین زالمان       | مایکل رایزیگه     |
|      | مایکل شولتز     | میشل نوک         | میشل نوک         | میشل پیکوئه         | میشل پلت           | میشل شت           |
|      | نایجل دی یونگ   | نوردین ووتر      | اورلاندو انگلار  | اورلاندو تراست فول  | اسوالد اسینپ       | پاسکال هیه        |
|      | پاتریک کلایورت  | پرنیس راج کومار  | پورل فرانکل      | کوینسی فان اومرن    | آر. موسکیت         | رائول هنار        |
|      | رای فرانکل      | رگی بلینکر       | رگیلیو ورده      | رگیلیو سیمونز       | رگیلیو اسلینگارد   | رینهارد برین بورگ |
|      | رودنی کاریو     | رودنی اوبرگن     | روئل لیفدن       | رومانو دنبوم        | رومئو کاستلن       | رومئو وودن        |
|      | رومئو زوندروان  | رونالد برین بورگ | روسیتون درنته    | رود گولیت           | راین بابل          | ساموئل کوئیو      |
|      | سرجینیهو گرین   | شریل مک دونالد   | سوئرس منزو       | استانلی منزو        | استیو گوسن         | استفانو سیدورف    |
|      | استیو اولفرس    | اولریش کرودن     | اولریش فان گوبل  | اولریش ویلسون       | اوربی امانوئلسون   | آوریل تراست فول   |
|      | اوروین لی       | ویکتور کروس      | وینستون باک بورد | وینستون بوگارد      | وینستون فاربر      | دنزل دومفریس      |